# Последний день Помпеи (опера)
«Последний день Помпеи» (итал. L'ultimo giorno di Pompei) — опера (dramma per musica) в двух действиях, написанная Джованни Пачини на либретто Андреа Леоне Тоттолы. Премьера состоялась в Театре Сан-Карло в Неаполе 19 ноября 1825 года и имела большой успех. Затем последовали постановки в крупнейших оперных театрах Италии, Австрии, Франции и Португалии. Когда популярность Пачини как композитора упала к середине XIX века, опера была почти забыта. В 1996 году она была поставлена впервые через много лет на Festival della Valle d’Itria в Мартина-Франка. Опера «Последний день Помпеи» прямо или косвенно оказала влияние на несколько произведений искусства XIX века, в первую очередь на создание картины Карла Брюллова «Последний день Помпеи» (1833).

## История создания и постановок

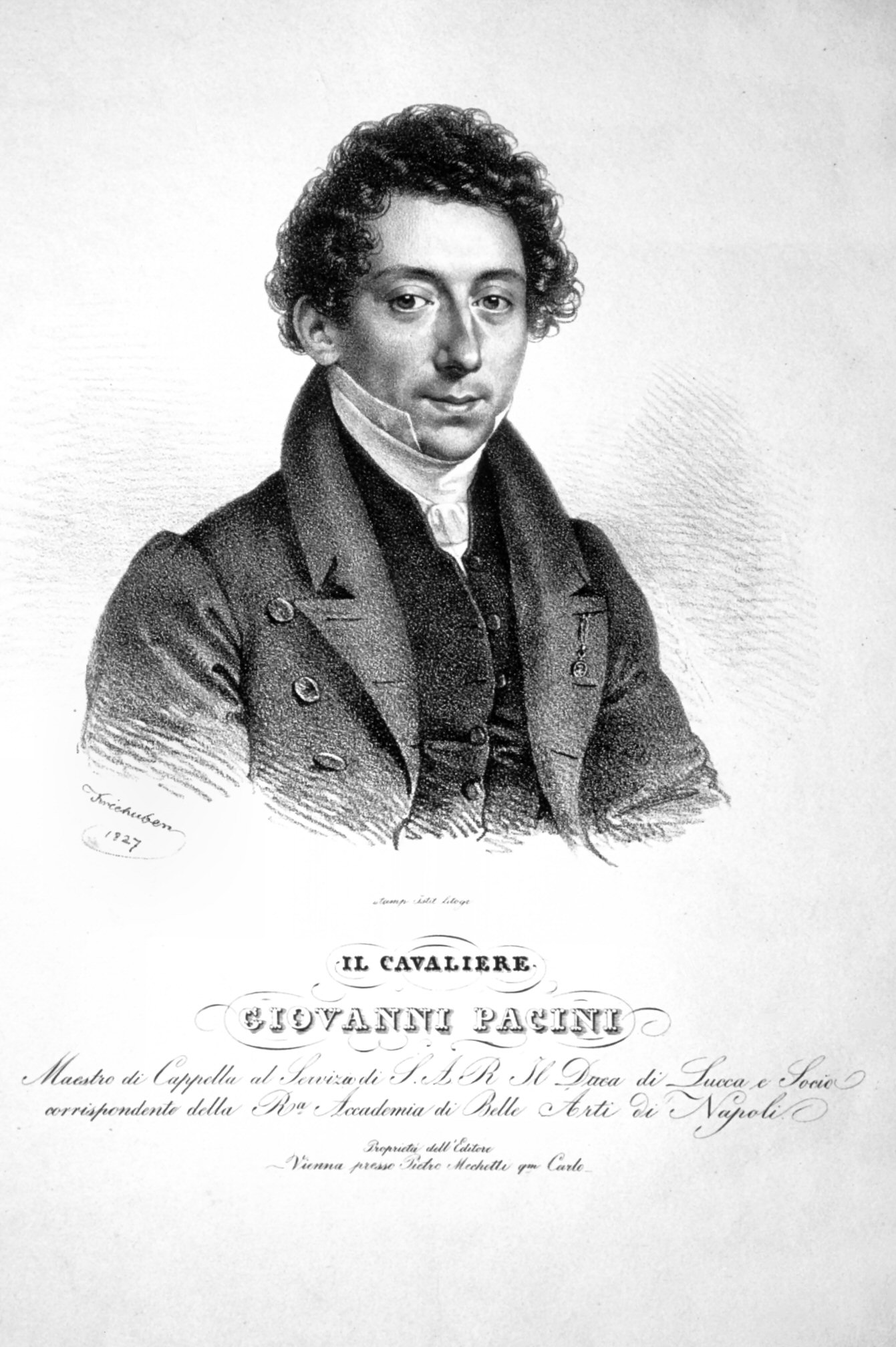
Джованни Пачини. Ок. 1827 г.

Либретто было написано Андреа Леоне Тоттолой. Однако идея отражения событий во время извержения Везувия в 79 году н. э. и основной план произведения принадлежат постоянному сценографу Театра Сан-Карло Антонио Никколини.
Премьера оперы с большим успехом состоялась 19 ноября 1825 года. Постановка Николини была дорогостоящей феерией, с многочисленными сменами декораций, сложным сценическим освещением и использованием настоящих взрывчатых веществ. Впечатляющая кульминация, изображающая огненное извержение Везувия, сопровождалась имитацией землетрясения и молнией, при этом девять газовых занавесей, с изображенными на них облаками пепла и огненными сполохами, были подняты один за другим и открыли зрителям вулкан. Согласно рассказу очевидца, когда расплавленная лава, казалось, текла к передней части сцены, эффект был настолько реалистичным, что люди в партере пришли в ужас. Декорации для премьеры в Неаполе были утеряны. Однако сохранились многочисленные копии эскизов Алессандро Санкуирико для постановки «Ла Скала» 1827 года. Кеннет Лапитан, куратор Музея Гетти, предположил, что сценография Санкуирико, вероятно, довольно близка к замыслам Николини.
На следующий день после премьеры король Обеих Сицилий Франциск I направил Пачини поздравительное письмо, в котором выразил свое огромное удовольствие от спектакля. Он предоставил Пачини место в Королевской академии изящных искусств и распорядился, чтобы Тоттоле была выплачена премия в размере 30 дукатов. В своих мемуарах 1865 года Пачини называет «Последний день Помпеи» величайшим триумфом своей ранней карьеры. Опера шла в течение четырех сезонов в Сан-Карло и впоследствии была исполнена в Ла Скала в Милане и Кернтнертортеатре в Вене (1827), Театре Сан-Карлос в Лиссабоне (1828), Комеди Итальен в Париже (1830) и Ла Фениче в Венеции (1832). Прием в Ла Скала был таким же восторженным, как и в Неаполе, и в силу успеха оперы там импресарио Доменико Барбая предложил Пачини контракт художественного руководителя своих театров на девять лет с условием сочинять по две оперы в год.
Популярность Пачини снизилась к середине века. Ко времени его смерти в 1867 году опера «Последний день Помпеи» была почти забыта до августа 1996 года, когда она была поставлена на фестивале della Valle d'Italia в Мартина-Франка. Затем постановка была перенесена в сентябре того же года в Театр Массимо Беллини в Катании. Живая запись выступления на фестивале в Мартина-Франка была выпущена компанией Dynamic Records в 1997 году и переиздана в 2012 году.

## Влияние на другие произведения

Карл Брюллов. Последний день Помпеи. 1827-1833. Фрагмент. Женщина с детьми, для неё художнику позировала Юлия Самойлова

Опера «Последний день Помпеи» прямо или косвенно повлияла на появление нескольких других произведений XIX века, темой которых также стало извержение Везувия в 79 году н. э. Когда до Парижа дошли слухи о постановке «Ла Скала» 1827 года, «Театральное обозрение» отозвалось о спектакле, как представляющем извержение Везувия «с ужасающей правдой и величием, немыслимым во Франции». Французский сценограф Пьер Сисери отправился в Милан, чтобы изучить проекты Санкуирико, его декорации и сценическое оборудование. Он включил некоторые из этих элементов в свою постановку оперы Обера 1828 года «Немая из Портичи», в которой рассказывалось об извержении Везувия в XVII веке. Опера Пачини, среди нескольких других произведений, вдохновила Карла Брюллова на создание картины «Последний день Помпеи». Брюллов изобразил маленьких дочерей Пачини, Амацилию и Джованнину рядом с женщиной, жительницей Помпей. Последняя написана с Юлии Самойловой, близко знавшей и композитора (дочери которого были её воспитанницами) и художника. В свою очередь, живопись Брюллова вдохновила Булвер-Литтона, чей роман «Последние дни Помпеи» пользовался широкой популярностью. Среди множества кино- и театральных работ, основанных на романе Булвер-Литтона, была опера Эррико Петреллы «Иосия, или последний день Помпей», премьера которой состоялась в 1858 году и оставалась в репертуаре как итальянских, так и зарубежных театров вплоть до XX века.

## Действующие лица и исполнители на премьере

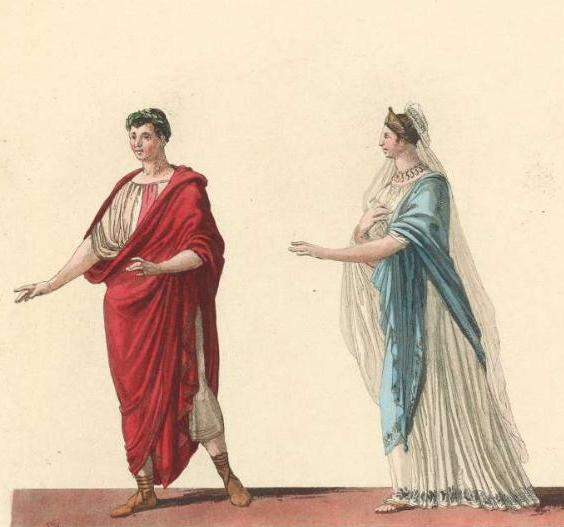
Костюмы Саллюстия и Октавии (Постановка Ла Скала, 1827)

| Роль | Голос   | Исполнитель на премьере, 19 ноября 1825 Дирижер: Никола Феста |
| --- | ------- | ------------------------------------------------------------- |
| Саллюстий, Первый магистрат Помпей                                                                            | бас     | Луиджи Лаблаш                                                 |
| Октавия, его жена                                                                                             | сопрано | Аделаида Тоси                                                 |
| Мененио, их сын                                                                                               | сопрано | Элоиза Мандзоччи                                              |
| Аппий Диомед, трибун                                                                                          | тенор   | Джованни Давид                                                |
| Публий, купец и содержатель бань                                                                              | тенор   | Джузеппе Киччимарра                                           |
| Клодий, сын Публия                                                                                            | сопрано | Альмеринда Мандзоччи                                          |
| Первосвященник, Высший жрец храма Юпитера                                                                     | бас     | Микеле Бенедетти                                              |
| Фаусто, вольноотпущенник Саллюстия                                                                            | тенор   | Гаэтано Кидзола                                               |
| весталки, жрецы, авгуры, служанки Октавии, магистраты, солдаты, гвардейцы, слуги, патриции, горожане, танцоры |         |                                                               |

## Синопсис
- Место действия — Помпеи
- Время действия — 79 г. н. э.

### Акт 1
Саллюстий избран первым магистратом Помпеи. В атриуме своего дома он принимает поздравления от всех, в том числе от трибуна Аппия Диомеда. Однако поздравления Аппия неискренние. Он влюблен в жену Саллюстия Октавию и ревнует к их счастью. Позже он подходит к Октавии, когда она остается одна, и признается ей в любви. Когда она с возмущением отвергает его, он клянется отомстить и входит в заговор с Публием, хранителем общественных бань, с целью опозорить Октавию. Юный сын Публия, Клодий, замаскирован под девушку, и с помощью Фаусто, освобожденного раба Саллюстия, он оказывается среди служанок Октавии. Празднование возведения Саллюстия к магистратуре начинается в Храме Юпитера, где Саллюстий клянется соблюдать законы Рима. Затем процессия направляется к амфитеатру для новых торжеств. По пути Публий, изображая негодование, уводит Клодия подальше от служанок и раскрывает его маскировку. К ужасу всех, Клодий заявляет, что был соблазнен Октавией. Несмотря на то, что он не верит в эту историю, тем не менее, Саллюстий должен теперь придерживаться только что принесенной им клятвы и предать свою жену суду.

### Акт 2
На суде в базилике Помпей Октавия заявляет о своей невиновности. Хотя показания Аппия, Публия и Клодия являются изобличающими, Саллюстий по-прежнему не хочет признавать ее виновной. В этот момент с горы Везувий доносится зловещий грохот, который авгуры воспринимают как знак того, что боги недовольны колебаниями Саллюстия. Октавия приговорена к погребению заживо. Когда ее приводят в гробницу в сопровождении ее верных служанок, Октавия в последний раз обращается к своему мужу, клянется в своей невиновности и поручает его заботам их малолетнего сына Мененио. В этот момент Везувий извергается мощным взрывом. Саллюстий теперь воспринимает это как знак того, что должна свершиться ужасная несправедливость, и останавливает казнь. Публий, полагая, что его вероломство принесло Помпеям бедствие, сознается во всем и называет Аппия зачинщиком заговора. Он и Аппий закрыты в гробнице вместо Октавии. Когда на город обрушиваются валуны и пепел, и все жители в панике разбегаются, Мененио приезжает на колеснице и спасает своих родителей. Извержение становится все сильнее, и небо наполняется огнем и молниями. Занавес падает на сцену запустения.

## Записи оперы
Пачини: Последний день Помпеи: Яно Тамар (Оттавия); Соня Ли (Мененио); Рауль Хименес (Аппий Диомед); Никола Ривенк (Саллюстий); Грегори Бонфатти (Публий); Риккардо Новаро (Верховный жрец); Светлана Сидорова (Клодий); Эмиль Алекперов (Фаусто); Братиславский камерный хор; Оркестр Театра Массимо Беллини; Джулиано Карелла (дирижер). Записано в Мартина Франка, 2–4 августа 1996 года Лейбл: Dynamic 729